# Dildo Run Provincial Park
Dildo Run Provincial Park är en provinspark i Newfoundland och Labrador i Kanada. Den ligger på New World Island, omkring 27 mil nordväst om provinshuvudstaden St. John's i provinsen Newfoundland och Labrador. Parken öppnades 1967 och arean är 328 hektar.